# Epichilo obscurefaciellus
Epichilo obscurefaciellus is een vlinder uit de familie van de grasmotten (Crambidae). De wetenschappelijke naam van de soort is voor het eerst geldig gepubliceerd in 1927 door De Joannis.